# 巴特維爾東根
巴特维尔东根（德語：Bad Wildungen，發音：[baːt ˈvɪldʊŋən] ⓘ）是德国黑森州卡塞尔行政区瓦尔代克-弗兰肯贝格县的城市，是温泉疗养中心，面积120.1平方千米，2023年12月31日人口为17,473人。

## 友好城市
- 英国 薩弗倫沃爾登（1986年）
- 法國 圣让德莫里耶讷（1990年）
- 中国 伊春市[2]（1988年8月25日）